# Керимов, Абляз Хаирович
Абляз Хаирович Керимов (1919—1998) — советский военнослужащий, был представлен к званию Героя Советского Союза.

## Биография
Родился в 1919 году в селе Копюрликой Карасубазарского района, ныне село Черемисовка Белогорского района Республики Крым; крымский татарин.
В сентябре 1939 года Феодосийским райвоенкоматом Крымской АССР был призван в РККА. Служил в Новочеркасске в казачьей дивизии, был отличным наездником, хорошо владел навыками джигитовки.
Прошёл всю Великую Отечественную войну, по её окончании проживал в местах высылки крымскотатарского народа в Самаркандской области. Около 30 лет проработал в школе учителем истории и военного дела. Затем вернулся на родину.
Умер в Крыму в 1998 году.

## Награды
1 февраля 1945 года командир 56-го гвардейского кавалерийского полка гвардии подполковник Кобяков представил командира 3-го эскадрона гвардии старшего лейтенанта Керимова к награждению орденом Ленина и медалью Золотая Звезда с присвоением звания «Герой Советского Союза»:

«Командуя эскадроном и следуя в составе главных сил полка 29.01.45 г., форсировал р. Одер вслед за ГО и своими действиями не допустил пр-ка к переправе. При создавшейся угрозе окружения противником 1-го эскадрона был послан в помощь. Расчищая путь от пр-ка, присоединился к 1-му эскадрону и вместе с ним подвергся окружению. Вместе с 1-м эскадроном отражал атаки противника и вывел эскадрон из боя без потерь людей и материальной части. Распорядительный, спокойный и боевой офицер…».

Но приказом № 497/н от 12 марта 1945 года по войскам 1-го Белорусского фронта командир 3-го эскадрона (56-й гв. кавалерийский полк, 14-я гв. кавалерийская дивизия, 7-й гв. кавалерийский Краснознамённый корпус) гвардии старший лейтенант Керимов Абляз Хаирович был награждён орденом «Красного Знамени».
Также был награждён орденами Красной Звезды, Отечественной войны 2-й и 1-й степеней и многими медалями.